# Waroninka
Die Waroninka, Waronina (belarussisch Варонінка) ist ein kleiner Fluss im Rajon Bychau in der Mahiljouskaja Woblasz in Belarus. Er befindet sich im südöstlichen Umland der Stadt Bychau.
Die Länge des Flusses beträgt 14 Kilometer. Der Fluss entspringt 2 km östlich des Dorfes Handyljowa und mündet in der Nähe des Dorfes Staroje Chasjajstwa als rechter Zufluss in die Uchljasz. Das durchschnittliche Gefälle der Uchljasz beträgt 0,4 %. Das Gebiet des Unterlaufes ist zur landwirtschaftlichen Nutzbarmachung mit einem dichten Netz von Entwässerungsgräben versehen worden, die in den Fluss münden.